# Сидорович, Наталия
Наталия Сидорович, урождённая Томашевская (пол. Natalia Sidorowicz; род. 9 сентября 1998, Закопане, Новосонченское воеводство) — польская биатлонистка. Член женской сборной Польши по биатлону с 2022 года.

## Карьера
Сидорович выступала на юношеских Олимпийских играх 2016 года в Лиллехаммере, заняв 46-е и 41-е места в спринте и гонке преследования соответственно. В следующем году она впервые выиграла индивидуальную медаль, а в смешанной эстафете на чемпионате Европы среди юниоров 2018 года завоевала бронзу вместе с Йоанной Якелой, Пшемыславом Панцером и Марцином Швайносом.
В январе 2022 года Сидорович дебютировала на Кубке мира в Рупольдинге, но в спринте финишировала лишь 94-й. В составе женской эстафетной команды, в которую также входили Моника Хойниш-Старенга, Камила Жук и Анна Монка, она заняла десятое место.
30 сентября 2022 года Наталия выиграла чемпионат Польши по летнему биатлону в гонке на 7,5 км, не совершив ни единого промаха.
В декабре 2023 года Сидорович набрала свои первые личные очки на этапах Кубка мира в гонке преследования биатлонисток на трассе Хохфильцена, заняв 32-ю позицию после 44-го места в спринте днём ранее.
На соревнованиях представляет женский мультиспортивный клуб «Катовице».

## Личная жизнь
Наталия замужем за  бывшим биатлонистом Лукашом Сидоровичем с июля 2022 года.